# Holder A 60
Der Holder A 60 ist ein Traktormodell aus der Cultitrac-Baureihe des deutschen Herstellers Holder. Die Herstellung des Allrad-Knicklenkers erfolgte von 1978 bis 1989 in Metzingen. Er zeichnet sich insbesondere durch seine Kompaktheit, Wendigkeit und Vielseitigkeit aus. Mit dem Forstschutzpaket ausgestattet, lässt sich der A 60 auch als Schwachholz-Rückeschlepper einsetzen.

## Modellgeschichte
Im Jahr 1978 wurde der Holder A 60 als Spitzenmodell der Cultitrac-Baureihe vorgestellt, die 1954 mit dem Modell A 10 ihren Anfang nahm. Zwischen 1980 und 1985 war der A 60 auch mit einem Turbolader als A 60 T mit 60 PS erhältlich. Die Besonderheit des A 60 bestand in der hohen Fertigungstiefe, da das Unternehmen sowohl das Fahrgestell, den Motor als auch das Getriebe für den Schlepper selbst herstellte.
Speziell für den Einsatz im Wald präsentierte Holder den A 60 F mit einem Forstschutzpaket. Dieses Paket umfasste eine Bodenschutzwanne, Front- und Seitenschutz, eine hydraulisch betriebene Doppeltrommelwinde sowie eine doppelt wirkende Tragbergstütze.

## Technische Daten
Der Antrieb des A 60 erfolgt durch einen 3-Zylinder-Dieselmotor mit einem Hubraum von 2356 cm³ und einer Leistung von 50 PS. Das eingebaute Holder-Vollsynchrongetriebe verfügt über zwölf Vorwärts- und vier Rückwärtsgänge. Optional war ein Kriechgang erhältlich. Die Höchstgeschwindigkeit des A 60 beträgt 25 km/h und das Gewicht liegt je nach Ausstattung zwischen 1770 und 1850 kg.
Holder bot für den A 60 eine Vielzahl an Zubehör an. Dazu gehörten verschiedene Zapfwellen, eine Fronthydraulik und eine Palette von Anbaugeräten für den Einsatz in der Landwirtschaft und im Kommunalwesen. Ein Vierpfosten-Sicherheitsrahmen war serienmäßig verfügbar und konnte bei Bedarf mit einem Dach oder einer Vollkabine ausgestattet werden, um den Fahrer zu schützen.